# Slussen, Orusts kommun
Slussen är en bebyggelse i Torps socken i Orusts kommun på nordöstra Orust. SCB hade för bebyggelsen mellan 1990 och 2020 här avgränsat en småort. Vid avgränsningen 2020 klassades den som en del av tätorten Höggeröd
I Slussen finns badplats med bryggor och hopptorn, gästhamn, kiosk och Slussens Pensionat, där många kända artister såsom Peps Persson och Tommy Körberg uppträtt. En ideell förening, Runnsvattnets vänner, startades 2005 och verkar för att Slussen ska återfå 1930-talets storlek och utseende.
Den äldsta kända stavningen är "Slusa", skrivet på en karta från 1715. Namnet Slussen har inget med en sluss att göra utan det kommer från det äldre norska verbet slusa, som beskriver vattnets forsande i en stenig bäck.